# NGC 7196
NGC 7196 est une vaste galaxie elliptique située dans la constellation de l'Indien. Sa vitesse par rapport au fond diffus cosmologique est de 2 731 ± 23 km/s, ce qui correspond à une distance de Hubble de 40,3 ± 2,9 Mpc (∼131 millions d'al). NGC 7196 a été découverte par l'astronome britannique John Herschel en 1834.

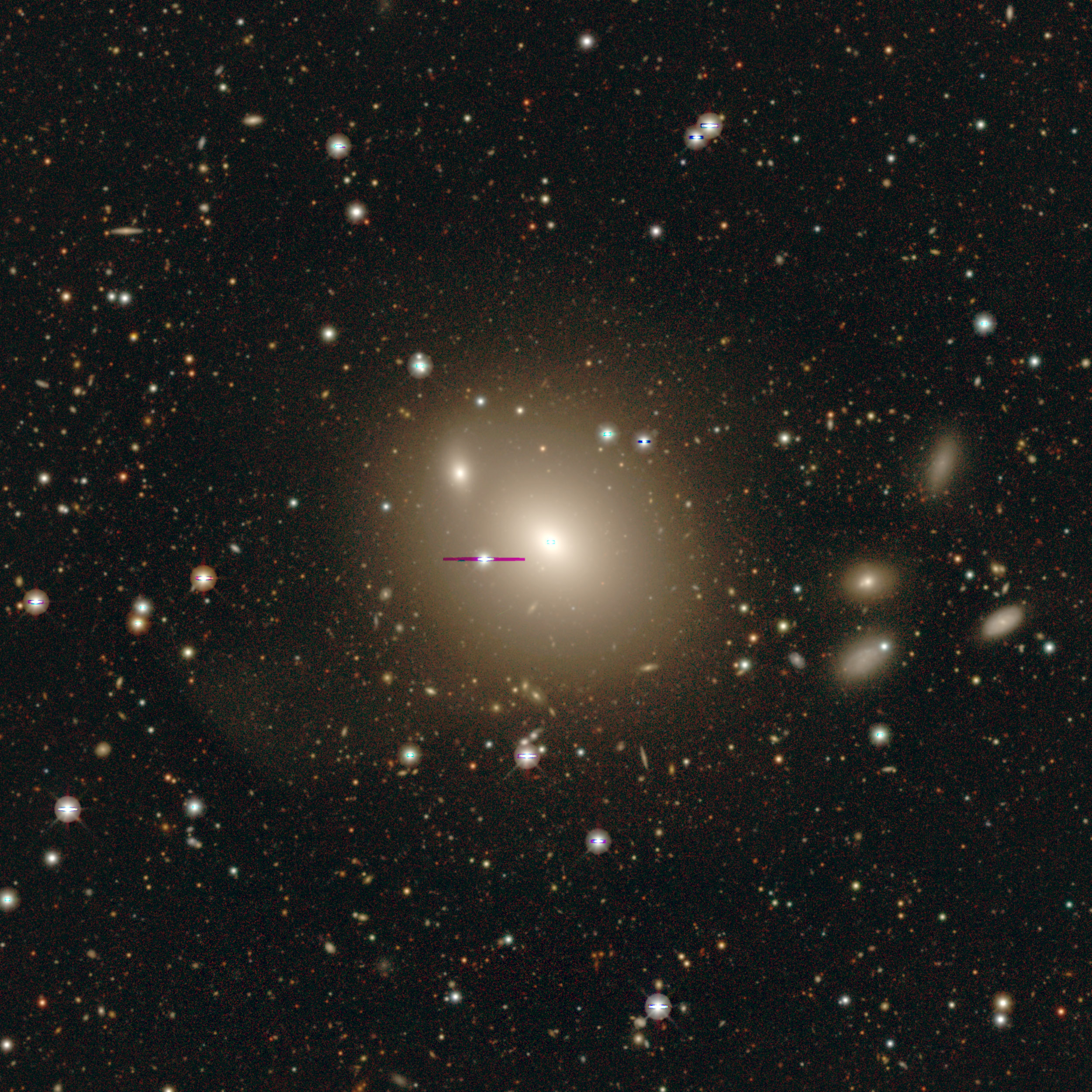
NGC 7196 par le projet « Legacy Surveys DR10 ».

Selon la base de données Simbad, NGC 7196 est candidate au titre de galaxie active (AGN).